# 囲碁ボール
囲碁ボール（igoball）は、碁盤に見立てた人工芝の専用マットと白黒のボール、ゲートボール用のものと同じ形状の木製スティックを用いて五目並べを行うニュースポーツ。

## 歴史
兵庫県氷上郡柏原町（現在の丹波市）において、同町にある石見神社に囲碁の勝負によって領地争いを解決したという故事があることから、1992年、囲碁と町とのゆかりをアピールする町おこしとして考案された。2006年に開催されたのじぎく兵庫国体では、デモンストレーション行事の1つとして囲碁ボールの競技が行われている。

## ルール
専用マットの大きさは縦5メートル、横2メートルある。マットには縦横それぞれ7本の線からなる碁盤の目が描かれ、その交点の49目はボールがおさまるよう、くぼみになっている。個人ではないし団体で競技でき、シングルス（1対1）、ダブルス（2対2）、トリプルス（3対3）などの試合形態がある。
先攻が黒ボール、後攻が白ボールを用いる。それぞれ10個のボールを双方がスティックを用いて、3メートル離れたます目に向かって互いに打ち終えると「1局」と数える。1試合30分、最多で5局まで終えたところで試合終了となる。カーリングのように、既に盤上の目におかれた相手方のボールに自分のボールを当てて弾くことも可能である。
縦・横・斜めのいずれかに3つ以上5つ以下ボールを並べると「ライン得点」と呼ばれる得点になる。勝敗はこのライン得点で決まるが、同点の場合は、目により多くのボールをおいた「ポイント得点」を加算して判定される。一方が打つ10個のボールすべてが目におかれた場合、ポイント得点に加えて、5つのボールを1列に並べたのと同じだけのライン得点が与えられる。